# Kissin U
Kissin U is een single van Miranda Cosgrove die uitkwam op 22 maart 2010. De single is afkomstig van het album Sparks Fly. Het is tevens de debuutsingle van dat album.